# Anne-Marie Flammersfeld
Anne-Marie Flammersfeld (* 21. Juli 1978) ist eine deutsche Ultra-Läuferin und Extremsportlerin. Sie ist die erste Frau weltweit, die die „Racing The Planet“ 4 Deserts Series gewonnen hat. Dazu ist sie in einem Jahr jeweils 250 Kilometer durch die trockenste, windigste, heißeste und kälteste Wüste der Welt gelaufen. Sie hat weitere Ultra-Trail-Wettkämpfe gewonnen und ist Mitglied der deutschen Nationalmannschaft im Ultra-Trail-Running.  Sie lebt in St. Moritz und arbeitet dort als Personal Trainerin, Sportwissenschaftlerin und Mental Coach.

## Leben
Nach dem Abitur studierte Anne-Marie Flammersfeld Diplom-Sportwissenschaften an der Deutschen Sporthochschule Köln mit dem Schwerpunkt Rehabilitation/Prävention mit Spezialisierung in Psychosomatik und Sportrehabilitation. Sie hält Vorträge für Firmen und Vereine und engagiert sich als Botschafterin für die Paulchen Esperanza Stiftung. Sie ist zudem OK-Präsidentin des Engadiner Sommerlaufs und veranstaltet eigene Trailrunningprojekte.

## Sportliche Erfolge (Auswahl)

### 2012
- März: 1. Platz beim Racing the Planet: Atacama Crossing, 250 km = als erste Frau Siegerin des Racing the Planet Grand Slam
- Juni: 1. Platz beim Racing the Planet: Gobi March, 250 km
- Oktober: 1. Platz beim Racing the Planet: Sahara Race, 250 km
- November: 1. Platz beim Racing the Planet: The Last Desert, 250 km

### 2013
- Juli: Bottom Up Switzerland: in 5 Tagen vom tiefsten zum höchsten Punkt der Schweiz: 210 km 9500 V+
- November: 2. Platz beim Manaslu Trail Race: 220 km 14000V+

### 2014
- April: 1. Platz beim UVU North Pole Marathon: 42 km
- Juni: 1. Platz beim Zugspitz Ultratrail: 100 km 5400V+
- Juli: Bottom Up Iran: 6000hm, 180 km in 5 Tagen
- September: 1. Platz beim Transylvania Trail Traverse 106 km, 8500V+
- November: 1. Platz beim UvU Volcano Marathon, 42 km

### 2015
- Mai: 1. Platz beim Tuscany Crossing 53 km, 2000V+
- Mai: 4. Platz mit der deutschen Mannschaft und 21. Platz in der Einzelwertung beim IUA World Championship Ultra Trail Running, 85 km, 5400V+
- September: 5. Platz beim Transalpine-Run

### 2016
- Mai: 2. Platz beim Trans Atlas Marathon, 280 km, 14000V+ in Marokko
- Juni: 1. Platz beim Dolomiti Extreme Trail Race, 53 km, 3800V+ in Italien